# Montón
Montón es un municipio y localidad española de la provincia de Zaragoza, en la comunidad autónoma de Aragón. El término municipal, que incluye el despoblado de Mochales, tiene una población de 96 habitantes (INE 2024)

## Geografía
Integrado en la comarca de la Comunidad de Calatayud, se sitúa a 92 km de Zaragoza. El término municipal está atravesado por la carretera nacional N-234, entre los pK 237 y 238, además de por una carretera local que conecta con Villafeliche.  
El relieve del municipio está definido por tres zonas diferenciadas. Al este se extiende el altiplano del Sistema Ibérico que forma parte del Campo de Daroca, en la zona central se extiende el valle del río Jiloca, y al oeste se eleva la sierra de Atea. La altitud oscila entre los 986 m al oeste y los 650 m a orillas del río Jiloca. El pueblo se alza a 681 m sobre el nivel del mar. 
| Noroeste: Fuentes de Jiloca | Norte: Fuentes de Jiloca | Nordeste: Miedes de Aragón |
| Oeste: Acered               |                          | Este: Miedes de Aragón     |
| Suroeste: Atea              | Sur: Villafeliche        | Sureste: Villafeliche      |

## Historia
Hacia mediados del siglo XIX, el lugar tenía contabilizada una población de 216 habitantes. Aparece descrito en el decimoprimer volumen del Diccionario geográfico-estadístico-histórico de España y sus posesiones de Ultramar de Pascual Madoz de la siguiente manera:

MONTON: l. con ayunt. de la prov. y aud. terr. de Zaragoza (14 leg.), c. g. de Aragon, part. jud. de Daroca (2 1/2), dióc. de Tarazona (14). sit. en una altura dominada por varios cerros, á la márgen der. del r. Jiloca: le baten generalmente los vientos del N., S. y O.; su clima es templado y saludable, aunque en el estío hay algunas tercianas. Tiene 100 casas distribuidas en 4 calles y 2 plazas; casa de ayunt. algo deteriorada, sirviendo uno de sus cuartos para cárcel; escuela de niños, á la que concurren 18, dotada con 1,300 rs. y casa franca; igl. parr. (La Purísima Concepcion) servida por 6 beneficiados que componen el capítulo ecl., de los que hav 4 vacantes; 5 ermitas tituladas Santa Eulalia, Ntra. Sra. del Pilar, San Fabian, San Andres y San Sebastian, sostenidos por los vecinos; un cementerio contiguo á la igl., y una fuente de buenas aguas en el centro del pueblo. Confina el térm. por N. con Fuentes de Jiloca y Miedes; E., Villafeliche; S., Atea, y O. Acered y otra vez Fuentes de Jiloca; su estension es de 3/4 leg. de N. á S. y 1 1/2 leg. de E. á O. En su radio hácia el N. se encuentran vestigios del ant. pueblo ó barrio llamado Mochales (V.); una dehesa llamada del abasto de carnes, hácia el S., y buenas canteras de yeso y piedra viva. El terreno se compone de una porcion de vega que se fertiliza con las aguas del arroyo la Presera y del r. Jiloca, sobre el que hay un hermoso puente de piedra picada; lo demas con cuestas, cerros y barrancos poco productibles, en la parte der., y viñedo en la izq., siendo muy escabroso por ambos lados. Los caminos dirigen á Daroca, Calatayud y pueblos confinantes, en regular estado. El correo se recibe de Calatayud por baligero 3 veces á la semana. prod.: trigo, cebada, vino, cánamo, patatas, judias y otras legumbres; mantiene poco ganado lanar; hay caza de codornices y alguna perdiz, y pesca de barbos, truchas y anguilas. ind.: la agrícola, un molino harinero con 3 muelas, otro de papel de estraza y un batan en muy mal estado. comercio: se importa el aceite y se estraen el cáñamo y judias; hay 2 tiendas de abacería. pobl.: 45 vec., 216 alm. cap. prod.: 1.383,213. imp.: 81,200. contr.: 16,174. El presupuesto municipal asciende á 10,000 rs., de los que se pagan 600 al secretario del ayunt., y se cubre con el producto de propios y por reparto vecinal.
(Madoz, 1848, p. 563)

## Demografía
Montón cuenta con una población de 96 habitantes (INE 2024).
| Gráfica de evolución demográfica de Montón entre 1842 y 2021                                                        |
| |
| Población de derecho según los censos de población del INE Población de hecho según los censos de población del INE |

## Administración y política
| Período   | Alcalde               | Partido |
| --------- | --------------------- | ------- |
| 1979-1983 | Darío Sebastián Romea | PAR     |
| 1983-1987 | Ignacio Muñoz Algas   |         |
| 1987-1991 | Ignacio Muñoz Algas   |         |
| 1991-1995 | Ignacio Muñoz Algas   |         |
| 1995-1999 | Ignacio Muñoz Algas   | PAR     |
| 1999-2003 | Ignacio Muñoz Algas   | PAR     |
| 2003-2007 | Ignacio Muñoz Algas   | PAR     |
| 2007-2011 | Ignacio Muñoz Algas   | PAR     |
| 2011-2015 | Ignacio Muñoz Algas   | PAR     |
| 2015-2019 | Ignacio Muñoz Algas   | PAR     |
| 2019-2023 | Ignacio Muñoz Algas   | PAR     |

| Partido político    | Partido político                                   | 2003   | 2007   | 2011   | 2015   | 2019   |
| Partido político    | Partido político                                   | Ediles | Ediles | Ediles | Ediles | Ediles |
|                     | Partido Aragonés (PAR)                             | 5      | 5      | 5      | 5      | 3      |
|                     | Partido Popular de Aragón (PP)                     | —      | —      | —      | —      | —      |
|                     | Partido de los Socialistas de Aragón (PSOE-Aragón) | —      | —      | —      | —      | —      |
|                     | Chunta Aragonesista (CHA)                          | —      | —      | —      | —      | —      |
| Total de concejales | Total de concejales                                | 5      | 5      | 5      | 5      | 3      |

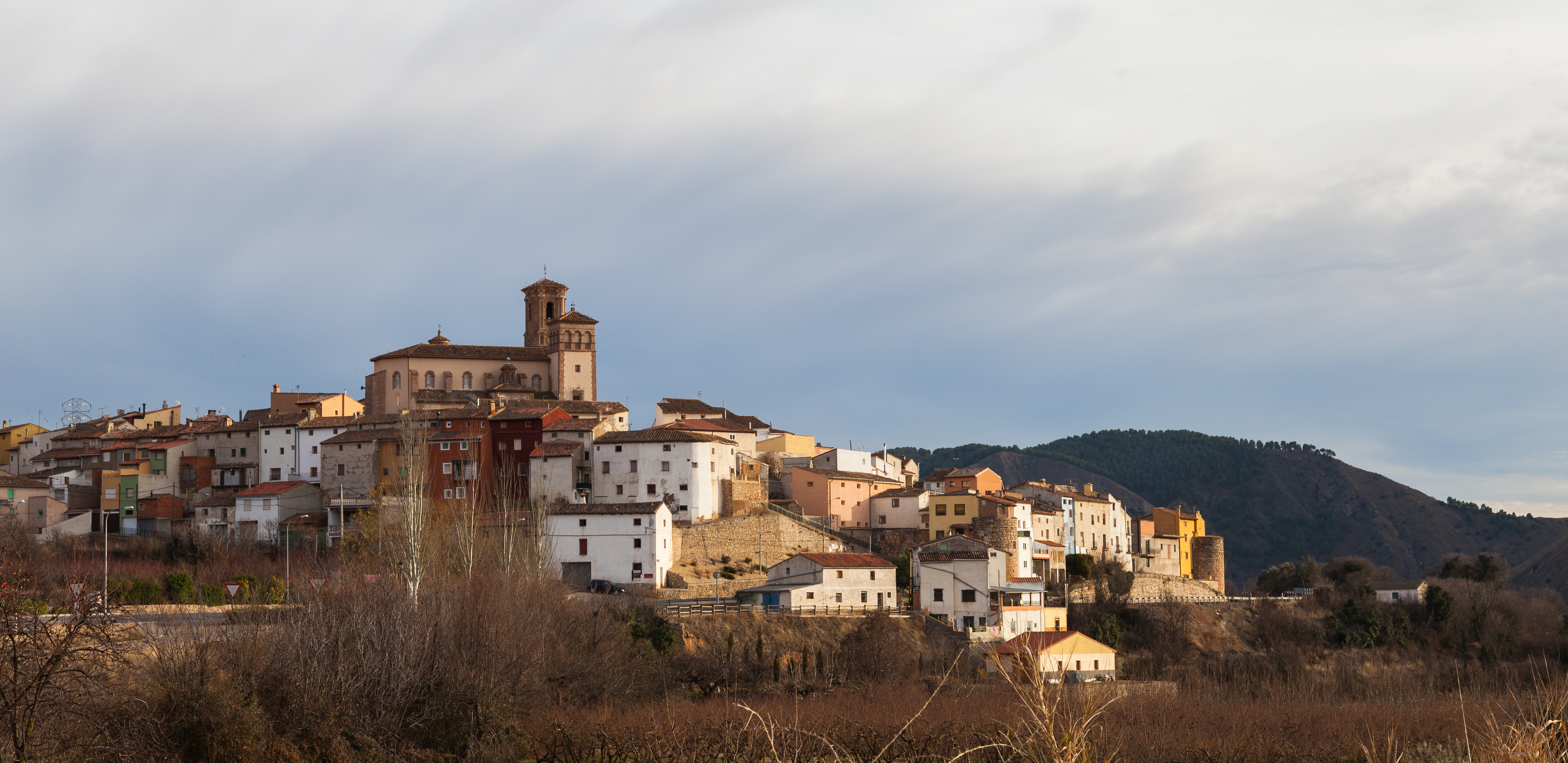
Vista general
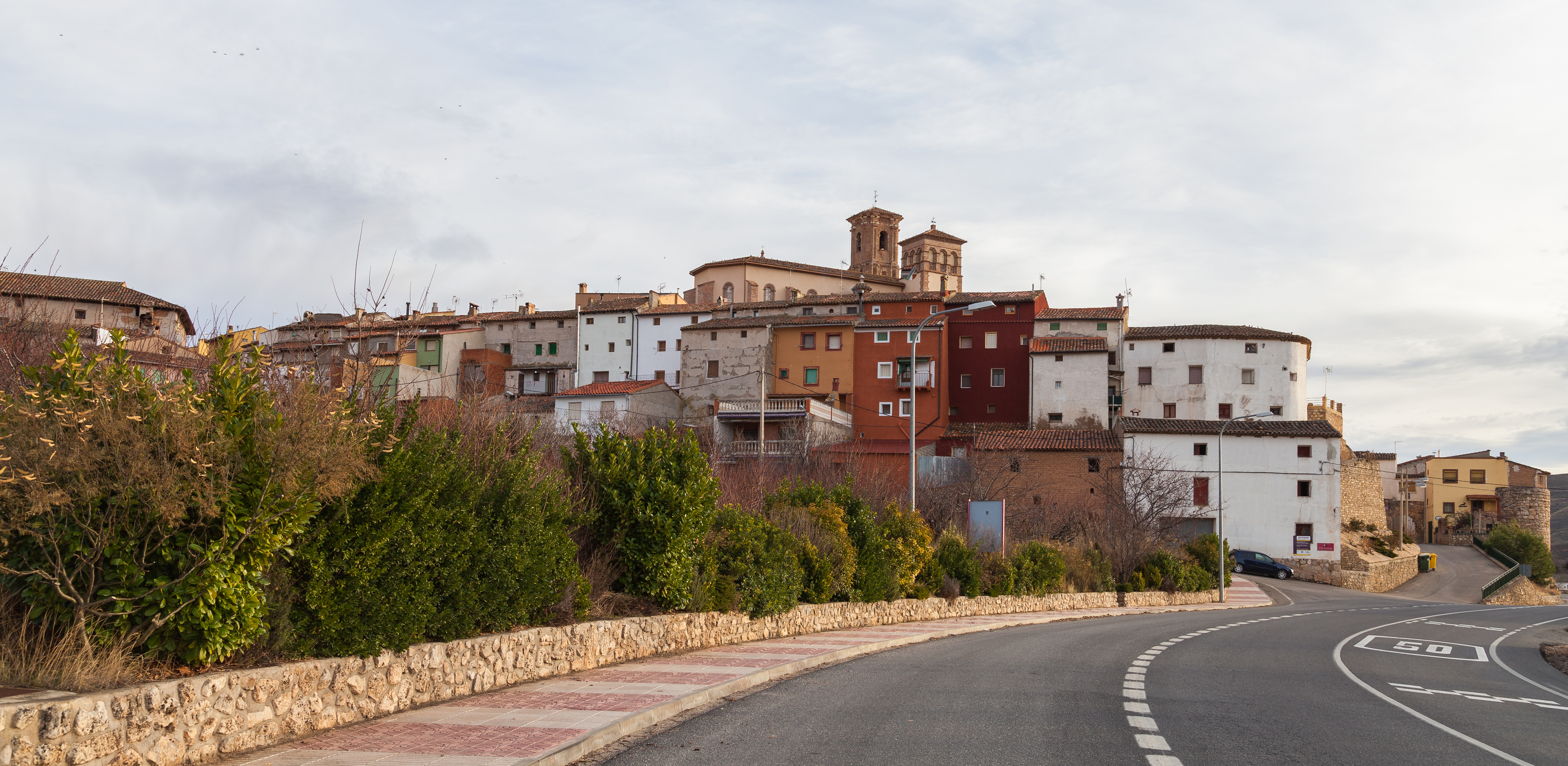
Vista desde la carretera
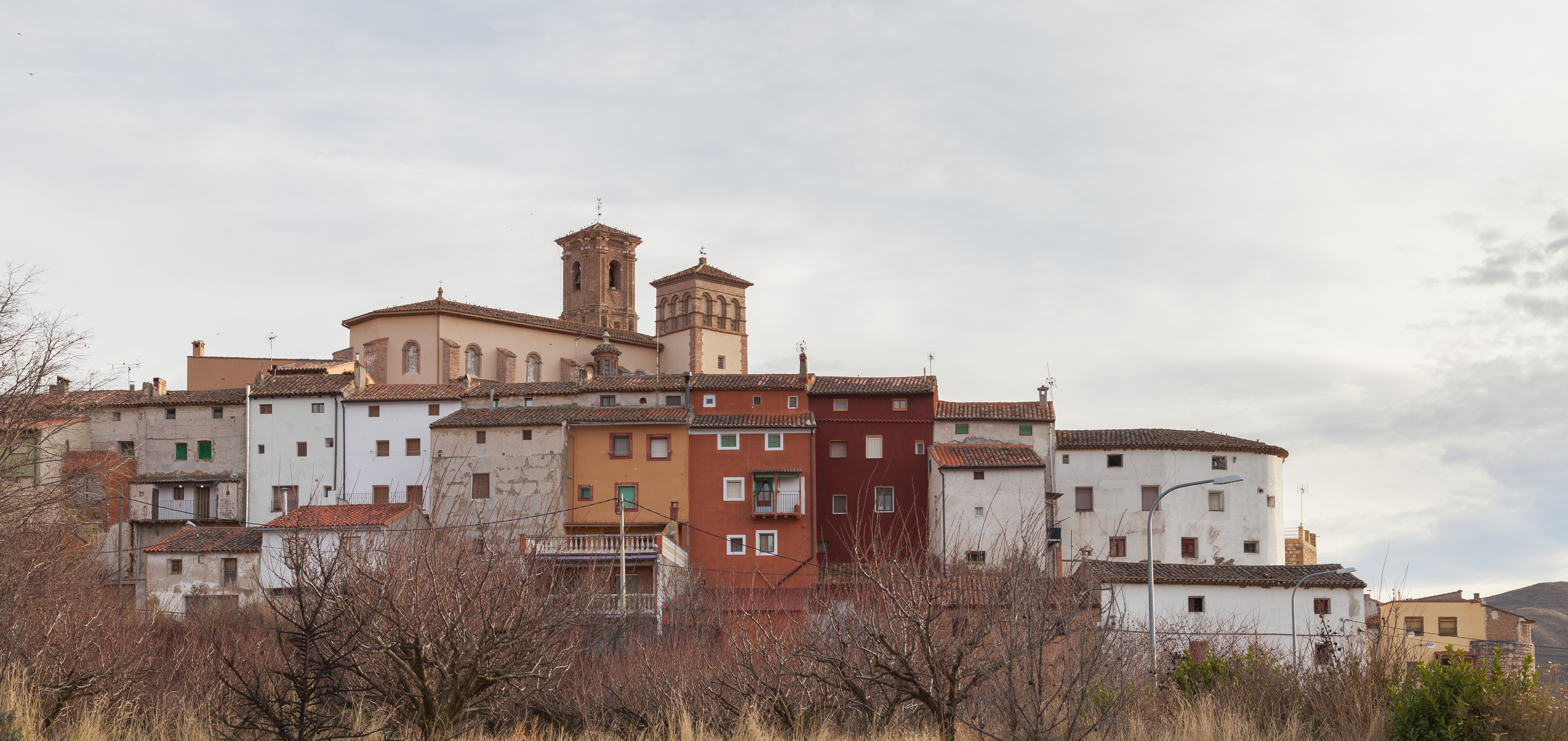
Otra vista del municipio
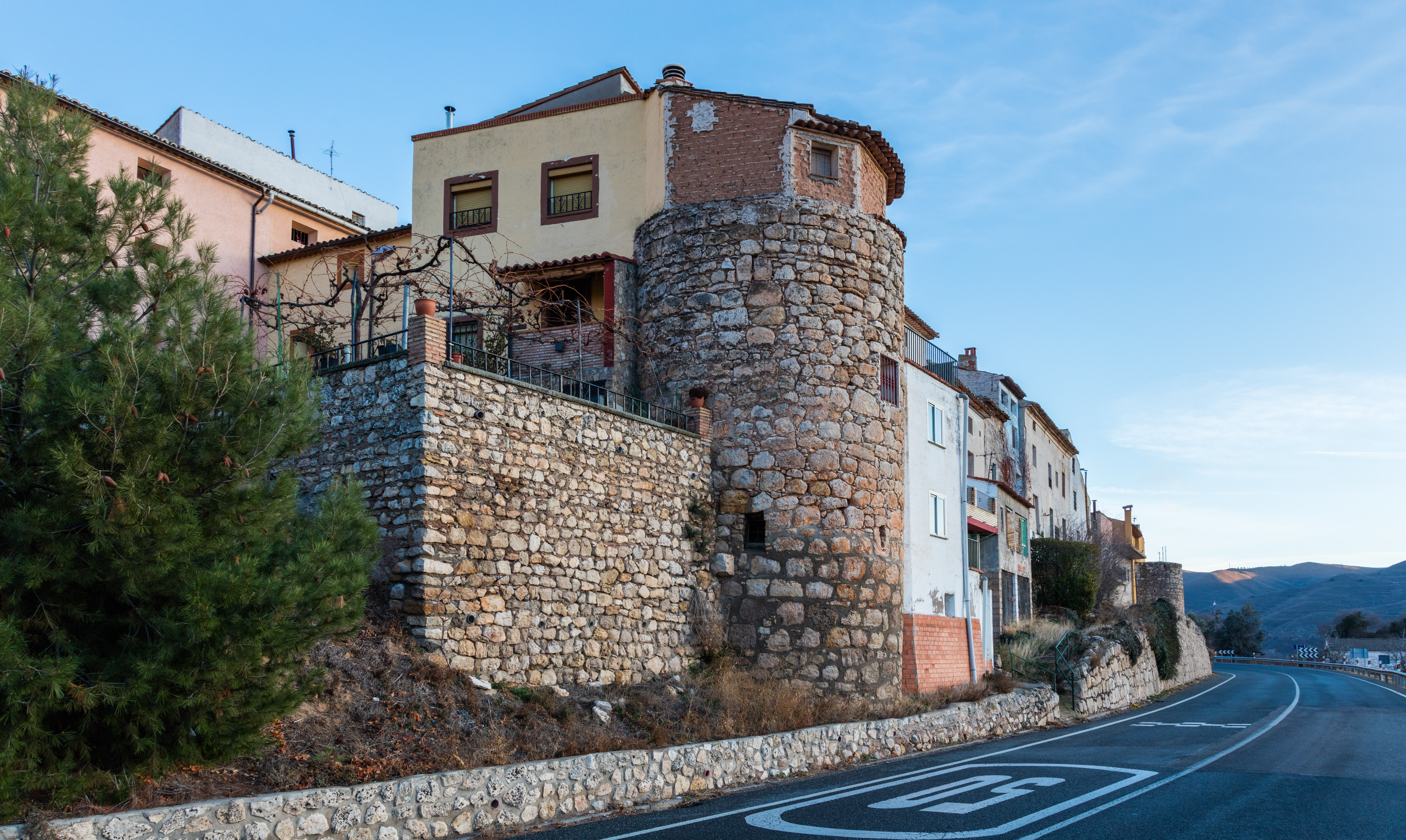
Muralla romana de Montón